# Julia Lebel-Arias
Julia Lebel-Arias (z domu Arias, ur. 10 marca 1946) – argentyńska szachistka, reprezentantka Francji (od pierwszych lat 80. XX wieku) oraz Monako (od 2002), mistrzyni międzynarodowa od 1985 roku.

## Kariera szachowa
W czasie swojej kariery ośmiokrotnie wystąpiła na szachowych olimpiadach: 3 razy w barwach Argentyny (w latach 1976–1980) oraz 5 razy jako reprezentantka Francji (1982 – 1990). Po kilkuletniej przerwie ponownie awansowała do reprezentacji Francji, występując w jej barwach na drużynowych mistrzostwach Europy w 1997.
W latach 1983, 1986 i 1990 trzykrotnie zdobyła tytuły indywidualnej mistrzyni Francji. Do swoich sukcesów indywidualnych zaliczyć może również dwukrotne zdobycie awansu do turniejów międzystrefowych (eliminacji mistrzostw świata): w 1985 w Żełeznowodsku zajęła XV m., natomiast dwa lata później w Tuzli – XVIII m.. W 1988 zwyciężyła w międzynarodowym turnieju w Dortmundzie.
W 2002, 2004 i 2006 trzykrotnie wystąpiła w drużynie Monako w turniejach olimpijskich, ale w reprezentacji męskiej. W 2006 uczestniczyła w Arvier w mistrzostwach świata seniorek (zawodniczek powyżej 50. roku życia), zajmując VIII miejsce.
Najwyższy ranking w karierze osiągnęła 1 stycznia 1987, z wynikiem 2150 punktów zajmowała wówczas 3. miejsce wśród francuskich szachistek.